# Iglesia de Santa Catalina (Hamburgo)
La Iglesia de Santa Catalina (en alemán: Hauptkirche St. Katharinen) es una de las cinco principales iglesias luteranas (Hauptkirchen) de Hamburgo, Alemania. La base de su chapitel, que data del siglo XIII, es el segundo edificio conservado más antiguo de la ciudad, tras el faro de la isla de Neuwerk. Se sitúa en una isla cerca de lo que era antiguamente el límite meridional de la ciudad medieval, frente al puerto histórico en el río Elba. Ha sido tradicionalmente la iglesia de los marineros.

## Historia
La atestiguación más antigua de la existencia de la iglesia se remonta a 1256. El cuerpo principal, que consiste en una triple nave, fue reconstruido a mediados del siglo XV en el estilo gótico báltico del norte de Alemania. En 1657 se añadió al chapitel un tejado barroco, que alcanzó una altura de 115 metros. La iglesia resultó gravemente dañada en los ataques aéreos durante la Segunda Guerra Mundial, el 30 de julio de 1943. Solo quedaron en pie los muros exteriores y la base del chapitel. Fue restaurada entre 1950 y 1957.
Algunos pastores famosos han sido Joachim Westphal y Philipp Nicolai.

## Órgano
La iglesia de Santa Catalina tenía un órgano desde finales del siglo XV, y en el siglo XVI se consideraba el más importante de Hamburgo. Este órgano fue sustituido por uno nuevo construido por Hans Stellwagen, restaurado en 1670 y reparado por Johann Friederich Besser. En 1720, según Johann Mattheson, este órgano constaba de unos 58 registros y unas 88 filas (dispuestas en cuatro teclados y pedales), lo que podría hacerle el órgano más grande del mundo en aquel momento. 
Entre los organistas que tocaron aquí están Heinrich Scheidemann, Johann Adam Reinken (que fue organista aquí durante más de cuarenta años) y Johann Sebastian Bach. Bach visitó por primera vez la iglesia en el verano de 1701 y volvió a tocar aquí en octubre/noviembre de 1720, cuando pasó un examen para el puesto de organista en la cercana Iglesia de San Jacobo; su Fantasía y fuga en sol menor, BWV 542 data de esta ocasión. Bach admiró el órgano, que tenía dos filas de 10 m en el pedal, con cuatro filas de cinco metros en el Hauptwerk (gran división) y 16 fuelles para suministrar viento al instrumento. Se reparó en 1742, y se construyó una nueva caja ricamente tallada; estaba adornada con dorados y querubines junto con estatuas de ángeles tocando trompetas. 
El órgano y su caja fueron destruidos en el bombardeo de Hamburgo durante la Segunda Guerra Mundial, aunque se conservaron 520 tubos de 20 registros diferentes. Junto con fotografías de la caja y una descripción de antes de 1943, estos tubos fueron el punto de partida de la reconstrucción del instrumento. La restauración, dirigida por la empresa Flentrop, fue completada en junio de 2013. El Rückpositiv se inauguró el domingo de Pascua de 2009. La construcción de los otros tres teclados y el pedal comenzó en septiembre de 2012. Se añadieron dos nuevos registros a los 58 descritos por Mattheson, elevando el total a 60.

## Entierros
- Philipp Nicolai
- Johann Heinrich Scheidemann
- Johann Adam Reincken

## Más información
- Johann Melchior Goeze: Homily of 1759 to contemplate the reconstruction of the tower of the church in 1659. Erneuertes Andenken der im Jahr 1659, den 3ten Febr. glücklich vollendeten Wiederherstellung des Thurms und der Hauptkirche zu St. Catharinen in Hamburg : welche im Jahr 1648, den 15ten Februar, durch einen erschröcklichen Sturmwind zerbrochen und verwüstet worden : Durch eine Dank- und Gedächtnis-Predigt Hamburg, 1759. OCLC 190825183 (en alemán)
- Peter Stolt: Liberaler Protestantismus in Hamburg - im Spiegel der Hauptkirche St. Katharinen. Verein für Hamburgische Geschichte, Hamburg 2006. ISBN 3-935413-11-4 (en alemán)